# Singularität (Meteorologie)
Der Begriff Singularität (lateinisch singularis ‚einzigartig‘) bezeichnet in der Meteorologie eigenartige Witterungsregelfälle. 
Das sind Wetterlagen, die zu bestimmten Zeitabschnitten im Jahr mit hoher Wahrscheinlichkeit auftreten und eine deutliche Abweichung von einem glatten Verlauf der Wetterelemente (Temperatur, Niederschlag usw.) darstellen, aber im langjährigen Mittel liegen. Bekannte Singularitäten in Mitteleuropa sind zum Beispiel der Märzwinter, die Eisheiligen, die Schafskälte, die Hundstage, der Altweibersommer, der Martini-Sommer und das Weihnachtstauwetter.
Unvorhergesehene Abweichungen vom Mittel nennt man Anomalie (altgriechisch anṓmalos ‚uneben, unregelmäßig‘).

## Zum Begriff
Der Begriff Singularität wurde von August Schmauß in den 1920er Jahren eingeführt. Seitdem nennt man die Erforschung dieser Regelmäßigkeiten im Jahresgang der Witterung Singularitätenforschung. Ihren Höhepunkt hatte die Singularitätenforschung in den 1940er Jahren erreicht. Ziel war es, eine Wettervorhersage aufgrund dieser wiederkehrenden Ereignisse zu ermöglichen, was jedoch aufgegeben werden musste. In den 1950er Jahren wurde dann die Singularitätenforschung von Franz Baur zur Erforschung der Großwetterlagen weiterentwickelt.

## Ursache
Die Ursache dieser Regelmäßigkeit liegt im zyklischen Verlauf des Sonnenstandes, in – auch damit verbundenen – Temperaturänderungen und wiederkehrenden Strömungen (Großwetterlage), die auch im langjährigen Durchschnitt nicht verschwinden. Es ist jedoch darauf hinzuweisen, dass das Eintreffen der Singularitäten zu einem bestimmten Stichtag oder Zeitraum auch sehr von Zufällen abhängig ist; außerdem treten diese Ereignisse meist nicht einmal in zwei Dritteln aller beobachteten Jahre auf.

## Mitteleuropäische Singularitäten
Fasst man die Untersuchungen von Flohn (1954), Schönwiese (1987), Horst Malberg (1989) und Bissolli (1991) zusammen, so erhält man grundsätzlich folgende, statistisch gut nachweisbare, kalendergebundene Temperaturbesonderheiten in Mitteleuropa.
| Zeitraum                      | Ereignis                                    | Phänologische Periode | traditionelle Lostage                                     |
| ----------------------------- | ------------------------------------------- | --------------------- | --------------------------------------------------------- |
| 7.–9. Januar                  | Kälteeinbruch                               | –                     |                                                           |
| 17.–20. Januar                | Kälteeinbruch                               | Hochwinter            |                                                           |
| 9. Februar                    | Warmluftvorstoß                             | –                     |                                                           |
| 16. Februar                   | Kaltlufteinbruch                            | Spätwinter            |                                                           |
| 25. März                      | Kälteeinbruch                               | Märzwinter            | Mariä Verkündigung (25.)                                  |
| 22. April                     | Warmluftphase                               | Mittfrühling          |                                                           |
| 25.–27. April                 | kühle Witterung                             | –                     | Georgi (23.), Markus (25.)                                |
| 15.–20. Mai                   | Warmluftvorstoß                             | Spätfrühling          |                                                           |
| 21.–23. Mai                   | Kälterückfall nach Warmluftzufuhr           | Eisheilige            | Pankraz, Servaz, Bonifaz und die „kalte“ Sophie (12.–15.) |
| 3.–10. Juni                   | Warmluftperiode                             | Frühsommer            |                                                           |
| 11.–20. Juni                  | kühle Witterung                             | Schafskälte           |                                                           |
| Ende Juni                     | Temperaturrückgang nach kurzer Erwärmung    | Siebenschläfer        |                                                           |
| 9.–14. Juli                   | erste Hochsommerperiode                     | –                     |                                                           |
| 22./23. Juli                  | kühlere Witterung                           | –                     |                                                           |
| Ende Juli / Anfang August     | zweite Hochsommerperiode                    | Hundstage             |                                                           |
| Anfang September              | warme Witterung                             | –                     |                                                           |
| 10./11. September             | zweite Wärmephase                           | –                     |                                                           |
| Mitte September               | kühlere Witterung                           | –                     |                                                           |
| ab Ende September             | stabiles Schönwetter                        | Altweibersommer       |                                                           |
| Mitte Oktober                 | kühle Witterung                             | –                     |                                                           |
| Mitte November                | Wärmerückfall                               | Martini-Sommer        | Martinstag (11.)                                          |
| Anfang Dezember               | Kälteperiode                                | –                     |                                                           |
| Mitte Dezember                | Kälteperiode nach vorangegangener Milderung | –                     | Nikolaus (6.)                                             |
| 24.–28. Dezember              | Wärmeeinbruch                               | Weihnachtstauwetter   |                                                           |
| Ende Dezember / Jahreswechsel | Kälteeinbruch                               | –                     |                                                           |

Diese Singularitäten stellen in allererster Linie den Wechsel von Tief-Phasen (Schlechtwetter) und stabilerem Hochdruckeinfluss dar, mit zeitweise vom Golfstrom getragenen gemäßigten atlantischen Luftmassen (sommers kühl, winters mild) und kräftigeren Aufwärmungs- und Abkühlungsphasen durch ozeanische oder kontinentale Hochs, und die jahreszeitliche durchschnittliche geographische Breite der Nordatlantiktiefs, die an ihren Fronten und Rückseiten polare Kaltluft oder atlantisch-mediterrane subtropische Warmluft einströmen lassen. Sie gelten daher so primär im Kern der atlantischen Einflusszone Europas.
Überlagert von der nordatlantischen Oszillation (NAO) und auch längeren Schwankungen, wie der Atlantischen Multidekaden-Oszillation (AMO), können sich diese Singularitäten in bestimmten Jahren im Jahreslauf weit verschieben, gänzlich ausfallen oder ins Gegenteil verkehren. Das Modell beschreibt nur eine langjährige Signifikanz.
Zu beachten ist beim Bezug zu Lostagen, dass etliche mutmaßlich alte Bauernregeln, die typischerweise auch solche Singularitäten darstellen (wie die Eisheiligen, oder der Siebenschläfertag zum Ausfall der Hundstage) unter Berücksichtigung der Gregorianischen Kalenderreform prinzipiell ein paar Tage später zu sehen wären, jüngere Regeln aber nicht. Einige dieser Regeln haben dann nachweislich gewisse Aussagekraft, können also als protowissenschaftlicher Vorläufer des Singularitätenmodells gesehen werden, wie auch die Benennung einiger der Ereignisse zeigt.